# Christian Fittipaldi
Christian Fittipaldi (* 18. Januar 1971 in São Paulo, Brasilien) ist ein ehemaliger brasilianischer Rennfahrer.

## Karriere
Er ist der Sohn des Formel-1-Rennfahrers und -Teambesitzers Wilson Fittipaldi und der Neffe des zweimaligen Formel-1-Weltmeisters und Siegers der Indianapolis 500, Emerson Fittipaldi.
Christian Fittipaldi war von 1992 bis 1994 bei 43 Formel-1-Rennen gemeldet und qualifizierte sich für 40 Starts. Er startete für die Formel-1-Teams Minardi und Arrows und erreichte dabei insgesamt 12 WM-Punkte. Seine besten Platzierungen waren ein vierter Platz beim Großen Preis von Südafrika 1993 für Minardi und zwei vierte Plätze für Arrows in der Saison 1994: beim Großen Preis des Pazifik und beim Großen Preis von Deutschland.
1995 wechselte Fittipaldi zu Walker Racing in die IndyCar World Series und fuhr beim Saisonhighlight, dem Indianapolis 500, den zweiten Platz ein. Von 1996 bis 2002 fuhr er für Newman/Haas Racing und feierte 1999 auf der Road America seinen ersten Champ-Car-Sieg. Von 2001 bis 2003 nahm er an Rennen des NASCAR Sprint Cup sowie der NASCAR Nationwide Series teil.

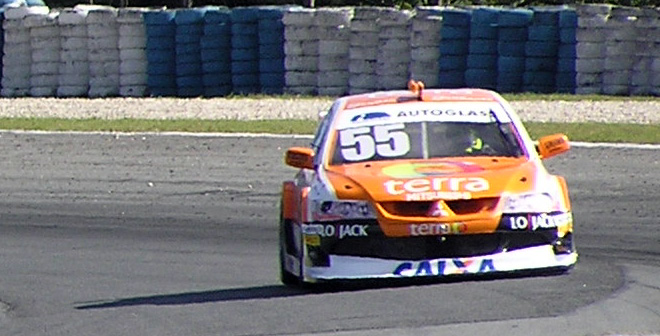
Christian Fittipaldi bei einem Stock-Car-Brasil-Rennen in Curitiba 2006 im Mitsubishi Lancer

In den Jahren 2005, 2006 und 2010 fuhr Fittipaldi in der brasilianischen Stock-Car-Brasil-Serie. Von 2006 bis 2008 nahm er am 24-Stunden-Rennen von Le Mans in der GT1-Klasse teil, wobei er 2006 mit dem siebten Klassenrang sein bestes Resultat erzielte. Parallel dazu stieg er auch in den amerikanischen Sportwagensport ein und fuhr für diverse Teams mal die komplette Saison, mal nur ausgewählte Rennen in der Rolex Sports Car Series. Im Jahr 2008 fuhr er außerdem die ersten Saisonrennen für Andretti Green Racing in der American Le Mans Series.
Seit 2013 ist er Vollzeitfahrer für Action Express Racing. Im Jahr 2014 gewann er zusammen mit João Barbosa und Sebastien Bourdais das 24-Stunden-Rennen von Daytona und zusammen mit Barbosa die Titel der Prototypen-Klasse in der United SportsCar Championship sowie dem North American Endurance Cup. 2015 siegte er beim 12-Stunden-Rennen von Sebring.
Im September 2010 wurde Christian Fittipaldi Vater einer Tochter.
Nach dem 24-Stunden-Rennen von Daytona 2019 erklärte er seinen Rücktritt vom aktiven Rennsport.

## Statistik

### Statistik in der Formel-1-Weltmeisterschaft

#### Gesamtübersicht
| Saison | Team    | Chassis                                | Motor               | Rennen | Siege | Zweiter | Dritter | Poles | schn. Rennrunden | Punkte | WM-Pos. |
| ------ | ------- | -------------------------------------- | ------------------- | ------ | ----- | ------- | ------- | ----- | ---------------- | ------ | ------- |
| 1992   | Minardi | Minardi M191BMinardi M191LMinardi M192 | Lamborghini 3.5 V12 | 10     | –     | –       | –       | –     | –                | 1      | 18.     |
| 1993   | Minardi | Minardi M193                           | Ford 3.5 V8         | 14     | –     | –       | –       | –     | –                | 5      | 13.     |
| 1994   | Arrows  | Footwork FA15                          | Ford HB 3.5 V8      | 16     | –     | –       | –       | –     | –                | 6      | 15.     |
| Gesamt | Gesamt  | Gesamt                                 | Gesamt              | 40     | –     | –       | –       | –     | –                | 12     |         |

### Le-Mans-Ergebnisse
| Jahr | Team               | Fahrzeug          | Teamkollege      | Teamkollege   | Platzierung | Ausfallgrund |
| ---- | ------------------ | ----------------- | ---------------- | ------------- | ----------- | ------------ |
| 2006 | ACEMCO Motorsports | Saleen S7R        | Terry Borcheller | Johnny Mowlem | Rang 11     |              |
| 2007 | Team Modena        | Aston Martin DBR9 | Antonio García   | Jos Menten    | Rang 17     |              |
| 2008 | Team Modena        | Aston Martin DBR9 | Terry Borcheller | Jos Menten    | Rang 30     |              |

### Sebring-Ergebnisse
| Jahr | Team                    | Fahrzeug              | Teamkollege    | Teamkollege        | Platzierung | Ausfallgrund    |
| ---- | ----------------------- | --------------------- | -------------- | ------------------ | ----------- | --------------- |
| 2008 | Andretti Green Racing   | Acura ARX-01b         | Marco Andretti | Bryan Herta        | Ausfall     | Motor überhitzt |
| 2014 | Action Express Racing   | Chevrolet Corvette DP | João Barbosa   | Sébastien Bourdais | Rang 3      |                 |
| 2015 | Action Express Racing   | Chevrolet Corvette DP | João Barbosa   | Sébastien Bourdais | Gesamtsieg  |                 |
| 2016 | Action Express Racing   | Chevrolet Corvette DP | João Barbosa   | Filipe Albuquerque | Rang 3      |                 |
| 2017 | Mustang Sampling Racing | Cadillac DPi-V.R      | João Barbosa   | Filipe Albuquerque | Rang 2      |                 |
| 2018 | Mustang Sampling Racing | Cadillac DPi-V.R      | João Barbosa   | Filipe Albuquerque | Rang 16     |                 |